# Rugby Europe U18 Championship 2012
El Rugby Europe U18 Championship del 2012 se disputó en España y fue la novena edición del torneo en categoría M18.

## Equipos participantes
- Selección juvenil de rugby de Escocia
- Selección juvenil de rugby de Francia
- Selección juvenil de rugby de Gales
- Selección juvenil de rugby de Georgia
- Selección juvenil de rugby de Inglaterra
- Selección juvenil de rugby de Irlanda
- Selección juvenil de rugby de Italia
- Selección juvenil de rugby de Portugal

## Posiciones

### Cuartos de final
- Los perdedores avanzan a la copa de plata

| 30 de marzo | Inglaterra | 58 - 8 | Georgia |  |  |

| 30 de marzo | Gales | 41 - 8 | Italia |  |  |

| 30 de marzo | Portugal | 24 - 34 | Irlanda |  |  |

| 30 de marzo | Francia | 19 - 7 | Escocia |  |  |

### Semifinal de Plata
| 3 de abril | Escocia | 37 - 12 | Portugal |  |  |

| 3 de abril | Italia | 18 - 20 | Georgia |  |  |

### Semifinales Campeonato
| 3 de abril | Inglaterra | 22 - 16 | Gales |  |  |

| 3 de abril | Francia | 20 - 22 | Irlanda |  |  |

### Séptimo puesto
| 7 de abril | Italia | 41 - 14 | Portugal |  |  |

### Quinto puesto
| 7 de abril | Escocia | 29 - 10 | Georgia |  |  |

### Tercer puesto
| 7 de abril | Francia | 10 - 7 | Gales |  |  |

### Final
| 7 de abril | Inglaterra | 25 - 13 | Irlanda |  |  |

| Bandera de Inglaterra |
| Campeón Inglaterra    |
| Tercer título         |